# Marnix Lameire
Marnix Lameire (Knokke, 3 maart 1955) is een gewezen Belgische wielrenner, professioneel actief van 1987 tot 1992. Hij behaalde in deze categorie 18 overwinningen.

## Belangrijkste overwinningen
- 1987: tweede rit in de Ronde van Aragon.
- 1988: twee ritten in de Ronde van Burgos, het Kampioenschap van Vlaanderen te  Koolskamp en de tweede rit in de Ronde van Florida.
- 1989: In de  Ronde van Spanje 1989 won hij de proloog, die niet werd gereden op de klassieke wijze. In plaats van de  korte tijdrit werd er een wegwedstrijd gereden, waarbij de renners werden verdeeld  over drie reeksen. Lameire werd de beste  van de reeks met de snelste tijd en werd zodoende proloogwinnaar. Twee ritten in de Ronde van Aragon.
- 1990: winnaar GP Raf Jonckheere

## Resultaten in voornaamste wedstrijden
| Jaar | Ronde van Italië | Ronde van Frankrijk | Ronde van Spanje |
| ---- | ---------------- | ------------------- | ---------------- |
| 1988 |                  |                     |                  |
| 1989 |                  |                     | 141e (1)         |
| 1991 |                  |                     |                  |

| Jaar | Gent-Wevelgem | Parijs-Roubaix | Parijs-Brussel |  | Wereldranglijsten |
| ---- | ------------- | -------------- | -------------- |  | ----------------- |
| 1988 |               |                | Brons          |  | 9e (UWB)          |
| 1989 |               |                | 42e            |  |                   |
| 1991 | 135e          | 82e            |                |  |                   |